# Associazione Calcio Mestre 1980-1981
Questa voce raccoglie le informazioni riguardanti l'Associazione Calcio Mestre nelle competizioni ufficiali della stagione 1980-1981.

## Rosa
| N. |                   | Ruolo | Calciatore          |
| -- | ----------------- | ----- | ------------------- |
|    | Italia (bandiera) | A     | Tiozzo Davide       |
|    | Italia (bandiera) | D     | Claudio Benis       |
|    | Italia (bandiera) | A     | Edi Bivi            |
|    | Italia (bandiera) |       | Bondi               |
|    | Italia (bandiera) | C     | Massimo Bovo        |
|    | Italia (bandiera) | P     | Giuseppe Cappelesso |
|    | Italia (bandiera) | D     | Maurizio Carlo      |
|    | Italia (bandiera) | C     | Emilio Da Re        |
|    | Italia (bandiera) | A     | Paolo Dri           |
|    | Italia (bandiera) | A     | Costantino Fava     |
|    | Italia (bandiera) | D     | Luigi Fiore         |

| N. |                   | Ruolo | Calciatore              |
| -- | ----------------- | ----- | ----------------------- |
|    | Italia (bandiera) | A     | Gianfranco Fonti        |
|    | Italia (bandiera) | A     | Claudio Lovison         |
|    | Italia (bandiera) | P     | Claudio Maiani          |
|    | Italia (bandiera) | D     | Paolo Pagura            |
|    | Italia (bandiera) | C     | Luigi Pregnolato        |
|    | Italia (bandiera) | A     | Luciano Speggiorin (II) |
|    | Italia (bandiera) | A     | Moreno Tomasello        |
|    | Italia (bandiera) | D     | Gianfranco Trevisanello |
|    | Italia (bandiera) | D     | Diego Turola            |
|    | Italia (bandiera) | C     | Maurizio Vio            |
|    | Italia (bandiera) |       | Zanotto                 |

## Risultati

### Campionato

#### Girone di andata
| 28 settembre 1980 1ª giornata | Mestre | 1 – 1 | Lanciano |  |

| 19 ottobre 1980 2ª giornata | Osimana | 0 – 1 | Mestre |  |

| 9 novembre 1980 3ª giornata | Venezia | 1 – 1 | Mestre |  |

| 30 novembre 1980 4ª giornata | Maceratese | 0 – 0 | Mestre |  |

| 21 dicembre 1980 5ª giornata | Mestre | 2 – 1 | Vis Pesaro |  |

| 18 gennaio 1981 6ª giornata | Pordenone | 2 – 2 | Mestre |  |

| 5 ottobre 1980 7ª giornata | Città di Castello | 2 – 2 | Mestre |  |

| 26 ottobre 1980 8ª giornata | Teramo | 1 – 1 | Mestre |  |

| 16 novembre 1980 9ª giornata | Mestre | 2 – 0 | Conegliano |  |

| 7 dicembre 1980 10ª giornata | Mestre | 1 – 1 | Monselice |  |

| 4 gennaio 1981 11ª giornata | Civitanovese | 0 – 0 | Mestre |  |

| 25 gennaio 1981 12ª giornata | Mestre | 1 – 0 | Cattolica |  |

| 12 ottobre 1980 13ª giornata | Mestre | 2 – 0 | Padova |  |

| 2 novembre 1980 14ª giornata | Mestre | 2 – 0 | Adriese |  |

| 23 novembre 1980 15ª giornata | Mestre | 1 – 0 | Mira |  |

| 14 dicembre 1980 16ª giornata | Chieti | 2 – 1 | Mestre |  |

| 11 gennaio 1981 17ª giornata | Mestre | 2 – 0 | Anconitana |  |

#### Girone di ritorno
| 1º febbraio 1981 18ª giornata | Lanciano | 1 – 0 | Mestre |  |

| 22 febbraio 1981 19ª giornata | Mestre | 1 – 0 | Osimana |  |

| 15 marzo 1981 20ª giornata | Mestre | 2 – 1 | Venezia |  |

| 12 aprile 1981 21ª giornata | Mestre | 0 – 0 | Maceratese |  |

| 10 maggio 1981 22ª giornata | Vis Pesaro | 2 – 1 | Mestre |  |

| 31 maggio 1981 23ª giornata | Mestre | 2 – 0 | Pordenone |  |

| 8 febbraio 1981 24ª giornata | Mestre | 1 – 0 | Città di Castello |  |

| 1º marzo 1981 25ª giornata | Mestre | 3 – 1 | Teramo |  |

| 29 marzo 1981 26ª giornata | Conegliano | 1 – 1 | Mestre |  |

| 26 aprile 1981 27ª giornata | Monselice | 1 – 1 | Mestre |  |

| 17 maggio 1981 28ª giornata | Mestre | 0 – 1 | Civitanovese |  |

| 6 giugno 1981 29ª giornata | Cattolica | 3 – 3 | Mestre |  |

| 15 febbraio 1981 30ª giornata | Padova | 1 – 0 | Mestre |  |

| 8 marzo 1981 31ª giornata | Adriese | 0 – 1 | Mestre |  |

| 5 aprile 1981 32ª giornata | Mira | 0 – 0 | Mestre |  |

| 3 maggio 1981 33ª giornata | Mestre | 2 – 2 | Chieti |  |

| 24 maggio 1981 34ª giornata | Anconitana | 1 – 1 | Mestre |  |